# Gilbert Py
 (mai 2008).
Si vous disposez d'ouvrages ou d'articles de référence ou si vous connaissez des sites web de qualité traitant du thème abordé ici, merci de compléter l'article en donnant les références utiles à sa vérifiabilité et en les liant à la section « Notes et références ».
Pour les articles homonymes, voir Py.
Gilbert Py est un ténor français, né à Sète le 9 décembre 1933 et mort à Nice le 9 octobre 2021,. La puissance de sa voix le classe parmi les ténors héroïques, le plus ample et le plus puissant des ténors (Samson), appelé aussi ténor robusto (Otello de Verdi) et dont l'équivalent allemand est le Heldentenor Wagnérien (Tristan, Siegfried). Elle se caractérise par la plénitude, la rondeur et l'égalité du timbre, jusque dans l'aigu.

## Biographie: le saltimbanque à L’Opéra
Gilbert Gaston Benjamin Py, forain, enfant de la balle, pianiste, violoniste, danseur, peintre, cascadeur, gardian, descendant de la noble lignée des Bonne Foi Sibour, par sa mère Jeanne, fille de dame Marie Jeanne sœur de l’Archevêque de Bonne Foix Sibour, et d’Alfred Py  son père vit le jour le 9 décembre 1933 à Sète dans le département de l’Hérault, en France. Il passa sa vie sur les terrains de foire, en compagnie de sa famille.

Monsieur et madame Py, forains de métier, vivaient dans une caravane. Le petit Gilbert fit son éducation sur toutes les routes et sur tous les chemins de France. 
La famille habite à Montpellier pour un assez court séjour, tout en continuant de voyager, car le métier forain les fait vivre.  Gilbert  a cinq ans, il prend sa première leçon de piano, les parents n’ont pas d’argent, il n’aura donc pas d’instrument pour travailler, il fera ses gammes sur un accordéon. L’année suivante il commence les cours de violon. Monsieur Anzi Batal, concertiste de renom, exilé en France, lui offrira son premier violon.
On déménage à nouveau, mais la famille tourne toujours avec la caravane. Gilbert commence ses « tours » au cirque Toto, il rentre dans la cage d’un lion féroce et lui joue un « concerto » avec son accordéon. Il a tout juste sept ans. Il chante et danse dans les rues, avec son frère Pierrot, ensuite ils tendent leur petite casquette pour recevoir « deux sous » Une aide pour la famille, qui arrive tout juste à survivre. Madame Py l’inscrit à un cours de danse, il prend sa première leçon à Montpellier. Il a huit ans. Il danse avec le corps de ballet, dans la Chauve-Souris, les danses Polovtsiennes du Prince Igor. Il demande à la Maîtresse de ballet de lui régler les danses de styles tzigane, russe et espagnol. Ils préparent ensemble des extraits des « Danses Hongroises » de Brahms,  « Espana » et « l’Arlésienne ». Elle lui apprend à se servir des castagnettes. Muni de ce sérieux bagages, il chante «  Bien loin de ma Bohème » « Ce soir jouez Tziganes », et naturellement il danse, toujours dans les rues. Il a 10 ans. 
Ils sont à Toulouse ; derrière le Capitole, il y a une boite de nuit. Gilbert entre et demande à voir le patron. Un Monsieur s’avance. 
─  Tu joues de l’accordéon, mon petit bonhomme. Tu veux bien  me montrer ce que tu sais
faire ? Joue-moi un tango.
Gilbert joua  « La Paloma » et «  Jalousie »
─  C’est bien, mon petit, tu as de bonnes basses. On recommence, je t’accompagne. 
Le Monsieur prit son bandonéon et l’accompagna.
—C’est bon ! Bon, mon petit, tu peux venir ce soir… mais  si tu veux avoir du monde, il 
faudra que tu viennes vers minuit.
Sortir à minuit ! Les parents ne le permirent pas. Gilbert avait entendu l’homme jouer, il s’était sentit tout petit à côté de lui, et pour cause ce Monsieur était Carlos Gardela. Gilbert le sut le lendemain. 
La boule infernale était une attraction sportive.  Dans une grosse sphère de dix mètres de diamètre se déroulait le spectacle. Gilbert, enfant téméraire fut choisi pour participer à l’attraction. 
Un side-car conduit par un pilote émérite vrombissait en tournant dans la sphère et dans tous les sens, à une vitesse effrayante. Gilbert assis à côté du pilote, jouait tout en se cramponnant, la marche des « Lanciers du Bengale », ou « celle de la Cavalerie Légère », sur son accordéon qu’il retenait de force. On admirait le petit homme que l’on trouvait bien courageux.  
Il pilota un « gros cube » dans le mur de la mort, croisant et évitant dans sa course folle la moto que conduisait le patron de l’attraction. Il avait tout juste onze ans…… 
Les années passaient… il chantait toujours. 
Vedette de la loterie des frères PY, habillé avec les costumes de Mariano qu’il avait fait copier, grimé comme lui, il mima ses chansons sur le devant du stand. Un jour, il les chanta lui-même. Une jeune femme l’entendit, la voix était  intéressante, elle le conduisit chez son professeur qui lui fit faire quelques vocalises. Il  conseilla vivement de « travailler un si beau matériel » 

## La carrière lyrique

### Les débuts
À Nice, il  trouva un professeur, maitre Wronke, qui confirma. « Mon garçon vous n’avez pas la voix pour chanter l’opérette, mais celle d’un ténor héroïque, vous chanterez Samson, Otello, Siegmund, Tannhauser, Fidélio, sur toutes les scènes du monde. »
Il fut flatté, mais ne comprit pas tout à fait. Il étudia avec le maître, pendant quatre ans. 
Il s’inscrivit au concours de Cannes (qui fut gagné antérieurement, par les ténors Tony Poncet, Alain Vanzo, Guy Chauvet, Gustave Botiaux). On donnait la chance au vainqueur de chanter un grand rôle, Mademoiselle Janine Arcangoli, Premier prix, choisit Butterfly. Maitre Fichefet organisateur du concours, confia Pinkerton au jeune ténor Gilbert Py qui n’avait gagné pourtant, qu’un second prix. Le concert eu lieu sur La Croisette.  
Maitre Pernoo chef de l’orchestre de Lille, l’entendit, il vint le complimenter. Gilbert s’empressa de lui confier qu’il chanterait prochainement une sélection de Carmen, I Pagliacci, suivrait et le 10 août, Otello. Monsieur Pernoo ne cacha pas sa surprise : des extraits d’Otello tout juste après avoir chanté Pinkerton ; Don José, Canio plutôt étonnant. La voix était dramatique, puissante. Bonne recrue pour l’opéra de Lille.  Il conseilla de passer des auditions à Lille et en Belgique.  
Il débuta le 14 novembre 1964 à Verviers (Belgique), dans le rôle de Pinkerton de Madame Butterfly, avec Janine Arcangioli (devenue  son épouse, elle renoncera à sa propre carrière pour se consacrer exclusivement à celle de son époux). 
Le 14 mars 1965, il chantait son premier grand rôle : Mario dans La Tosca à Tourcoing. Le succès fut tel que toute la France le sut aussitôt. 
Sa carrière démarra dès ce jour… il chanta Jean d’Hérodiade à Tourcoing et dans Carmen à Rennes. Dans Aïda à Liège (Belgique), la même saison, Otello à Tourcoing, en 1966, Samson à Gand (Belgique) avec Rita Gorr comme Dalila…  Otello, Radamés, Fidelio, Samson, Don José, Mathis der Mahler, Nemrod dans la tour de Babel, pour la création de l’opéra de Wallonie, à Liège (Belgique), en 1966.   
Fidélio à Bordeaux en 1968 Adoniram dans La Reine de Saba à Toulouse …en 1969, début à Nice, avec Turridu, et Canio, puis la même saison au Théâtre de verdure de Cimiez : Samson, partenaires de luxe : Rita Gorr, Ernest Blanc. René Nicoli administrateur de l’Opéra de Paris et Jean Giraudeau directeur de l’Opéra Comique, présents au spectacle, décident ce soir là, de le faire entrer dans la troupe de l’Opéra. 
Raskolnikoff de Sutermeister à Nice, en décembre 1969. Le public niçois découvre  le 16 janvier 1970 « …. un Otello qui balayait d’un seul coup, tous ceux qui depuis Luccioni avaient abordé le rôle, y compris le célèbre Del Monaco » I. Ugo  
Fidélio à Nice Trovatore, dans Aida, dans Carmen à Vienne, Berlin, Munich et Hambourg, dans Aida à Passau et Kiel la même année. Dans La Tosca à Berne, Samson à La Nouvelle-Orléans, Samson, Carmen à Palerme et Catane.

### Les débuts à Paris
Débuts à l’opéra de Paris, toujours en 1969, avec Carmen, La Damnation de Faust de Berlioz, production Maurice Béjart, puis Mario Caravadossi avec Hanna Janku. Prise de rôle de Manrico du Trovatore  le 13 juin 1973. 
À l’Opéra Comique : Werther, Hoffmann, Paillasse, Tosca. Arrivée de Rolf Liebermann  Administrateur de l’Opéra, fermeture de l’Opéra Comique et dislocation de la troupe. 

### Les États-Unis et le monde
Début aux États-Unis avec la Damnation de Faust à Miami.
La carrière se poursuivit normalement en France, en Allemagne, en Autriche, en Belgique, dans le monde.
Fidélio à Bordeaux, en 1972. Lohengrin et Carmen en 1973 à Turin. Samson  pour l’inauguration de la saison lyrique des Arènes de Verona en 1974, avec Fiorenza Cossotto, il clôt, toujours avec Fiorenza Cossotto, la saison, avec Aida. Canio à Frankfort. Lohengrin à Rome. Calaf à Bari à Palerme. Naples Don José, Barcelone Otello, Don José, Samson. Samson Valencia. Lisbonne Radamés, Mexico Samson, Santiago -Chili- Samson, Don José, Siegmund de Die Walkure, Sao Paolo Don José. Manrico à Budapest. Canio, Don José, Mario à Belgrade. Otello, Radamès, Canio au festival de Split. Don José Hamilton. Samson pour la création de l’Eno Nort. Samson, Otello à Dublin. Don José à Toronto. San Gallen (Suisse) 21 représentations d’Otello. Pollione -Norma- à Las Palmas. Don José à Genève. Samson à l’Opéra de Paris.
Metropolitan de New York, Washington Aida… Les Troyens à Marseille Canio à Liège. Samson à Bordeaux, à Lille. Jean d’Herodiade à Acropolis Nice et Orange Carmina Burana, (les deux rôles) à Tallinn (Estonie)
Otello, Lohengrin, Canio, Don José, André Chénier à Ankara. Au Festival d’Aspendos dans un cirque et devant 18 000 personnes il chante son dernier Otello. 

### Traduction de la critique deSamsonà Mexico: 16 avril 1978
Il y a énormément d’années qu’au Bellas Artes, un début n’ait atteint l’apothéose, que Gilbert Py a reçue lors de sa prestation de Samson. Musicalité absolue. Ce très excellent ténor français possède une voix puissante et une diction impeccable. Figure virile et  bon acteur.
Il donna vie du début à la fin au personnage. Il n’y a pas une faille, pas un mais que l’on puisse commenter.
Son travail a été parfait
Que dire de  la réaction du public qui dès la fin du premier acte réclama sa présence seul sur scène. Chevalier par excellente, il ne le fit qu’à la fin de la représentation, il reçut alors l’ovation que seuls à ce jour avaient reçue Caballé, Pavarotti Irma Gonzalés, Scotto, Cruz Romo sur cette même scène.

## Discographie
| Œuvre                                         | Compositeur               | Date enregistrement | Distribution                                                            | Orchestre                  | Chef                                | Label     | Origine | Format         | No catalogue |
| --------------------------------------------- | ------------------------- | ------------------- | ----------------------------------------------------------------------- | -------------------------- | ----------------------------------- | --------- | ------- | -------------- | ------------ |
| Carmen                                        | Bizet                     | 1975                | Régine Crespin, Gilbert Py, José Van Dam, Jeannette Pilou               | Phil de Strasbourg         | Alain Lombard                       | Erato     | Studio  | 3x33 t         | 45573 2      |
| La reine de Saba                              | Gounod                    | 20-3-1969           | Suzanne Sarroca, Gilbert Py, Gérard Serkoyan                            | Capitole de Toulouse       | Michel Plasson                      | BJR       | "Live"  | 2x33 t         | BJR-123(2)   |
| La vestale                                    | Spontini                  | 1974                | Gundula Janovitz, Gilbert Py, Ruza Baldini, Gian Paolo Corradi          | RAI Roma                   | Jesús López Cobos                   | MRF       | "Live"  | Coffret 3x33 t | MRF-124S     |
| Chants sacrés à Notre-Dame de Paris           | Divers                    | 1984                | Gilbert Py, Claudine Granger                                            | Orgues de ND de Paris      | Jacques Marichal                    | ZETA ADES | "Live"  | CD             | ?            |
| Hérodiade/Salomé (extraits version française) | Massenet/ Richard Strauss | 1987/1989           | Grace Bumbry, Leona Mitchell, Gilbert Py/ Cynthia Makris, Nadine Denize | Phil Nice/ Phil Strasbourg | Georges Prêtre/ Theodor Guschlbauer | Gala      | "Live"  | 3 CD           | GL 100.631   |